# Johann (Bir Seba)
Johann, auch Johannes († um 1391), war Titularbischof von Bir Seba und Augustinereremit. Überliefert ist sein Wirken als Weihbischof im Erzbistum Magdeburg, im Bistum Naumburg und im Bistum Cammin. 
Er wurde im Jahre 1347 Titularbischof. Im Jahre 1350 trat er als Weihbischof im Erzbistum Magdeburg auf. 
Im Bistum Naumburg war Bischof Johann im Jahre 1355 tätig, als er beim Besuch im Kloster Pforta einer Kapelle und einem Altar ein Ablassprivileg verlieh. Dabei trat er als „perpetuus vicarius“ des Naumburger Bischofs Rudolf von Nebra auf. 
Im Bistum Cammin trat Bischof Johann im Jahre 1357 unter dem Camminer Bischof Johann I. in Erscheinung: Er weihte in der Kirche des Augustinerklosters in Stargard den Altar aller Engel und der 11.000 Jungfrauen und verlieh ihm ein Ablassprivileg. 
Bischof Johann starb um 1391. 